# Église de Sainte Thérèse de l’Enfant Jésus (Moroni)

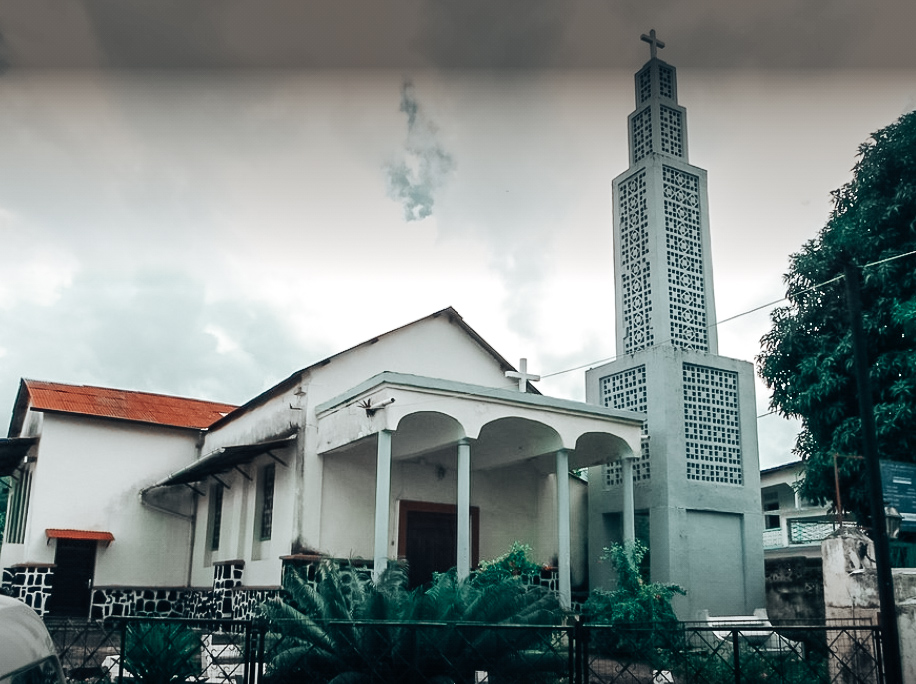
Kirche der Heiligen Theresa vom Kinde Jesus

Die Église de Sainte Thérèse de l’Enfant Jésus (dt. Kirche der Heiligen Theresa vom Kinde Jesus) ist eine katholische Kirche in Moroni, der Hauptstadt des Inselstaates Komoren im Indischen Ozean.
Die Kirche ist die Hauptkirche im Archipel und gehört zum Apostolischen Vikariat Archipel der Komoren (Apostolicus Vicariatus Insularum Comorensium), wo die Mehrheit der Bevölkerung moslemischen Glaubens ist. In Mayotte gibt es noch zwei weitere katholische Kirchen, diese Insel gehört jedoch als Übersee-Département zu Frankreich (Entfernung: ca. 250 km). Das Vikariat erhielt seinen Status erst 2010 durch die Bulle Divini Salvatoris von Papst Benedikt XVI.
Die Kirche ist benannt nach der heiligen Therese von Lisieux, einer französischen Unbeschuhten Karmelitin, die 1925 heiliggesprochen wurde. Die Mission wurde in den 1930er Jahren von Kapuzinern gegründet.

## Architektur
Die Kirche ist ein schlichtes Bauwerk in Kreuzform mit einem großen Portikus und einem stark gestuften Turm.